# Un mundo menos peor
Un mundo menos peor es una película argentina dirigida por Alejandro Agresti y protagonizada por Carlos Roffé, Mónica Galán y Julieta Cardinali. Fue estrenada el 30 de septiembre de 2004.

## Sinopsis
Una mujer descubre que su marido, al que creía muerto hacía más de veinte años, aún vive en un pequeño pueblo de la costa. Hacia allí viaja con su hija, quien nunca conoció a ese padre. Juntas tratarán de hacerle recobrar la memoria y de brindarle una familia.

## Reparto
● Agustin Pereira como 

Gordito lindo de la escuela 
- Carlos Roffé como Cholo
- Mónica Galán como Isabel
- Julieta Cardinali como Sonia
- Mex Urtizberea como Miguel
- Ulises Dumont como Mario
- Rodrigo Noya como Marcelo
- Lidia Catalano como Floria
- Agustina Noya como Beba
- Eduardo Argaranaz como Lalo
- Oscar Alegre como Chofer